# Marek Przeździecki

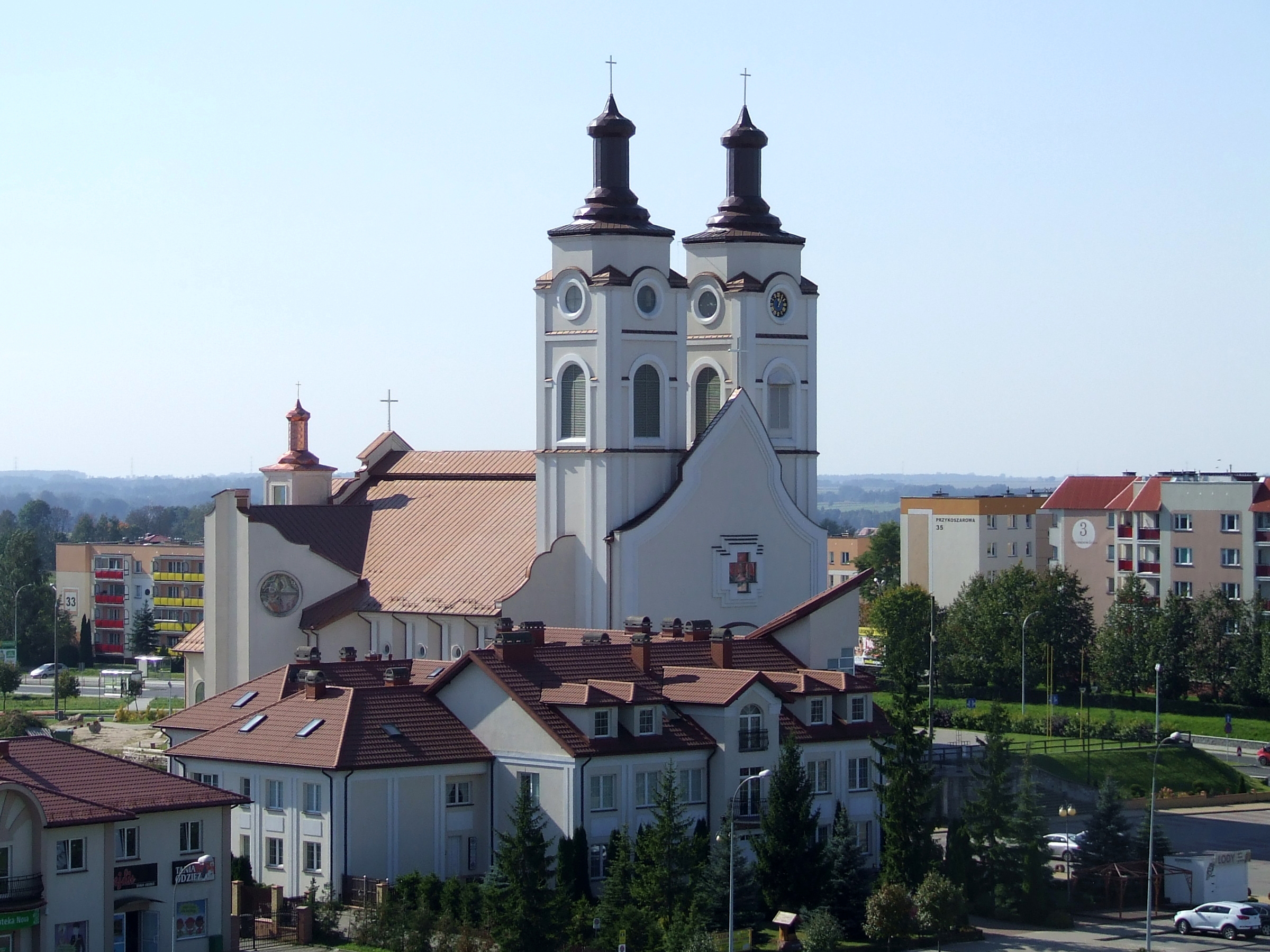
Parafia Krzyża Świętego w Łomży zaprojektowana przez Marka Przeździeckiego

Marek Przeździecki (ur. 20 lutego 1956 w Łomży) – polski architekt, politolog, samorządowiec i urzędnik, doktor nauk społecznych, w latach 1990–1992 prezydent Łomży.

## Życiorys
Absolwent Liceum Ogólnokształcącego im. Tadeusza Kościuszki w Łomży. Na Politechnice Gdańskiej ukończył studia na Wydziale Budownictwa oraz Wydziale Architektury i Urbanistyki. Kształcił się podyplomowo w zakresie integracji europejskiej w Centrum Europejskim Uniwersytetu Warszawskiego, na tej uczelni ukończył też studia doktoranckie w Instytucie Stosunków Międzynarodowych. W 2013 uzyskał doktorat na podstawie napisanej pod kierunkiem Stanisława Bielenia pracy pt. Znaczenie dziedzictwa kulturowego I Rzeczypospolitej dla integracji Europy Środkowej i Wschodniej z Zachodem.
Zajął się prowadzeniem własnych pracowni architektonicznych w Łomży i Warszawie, był też kierownikiem pracowni i wiceprezesem Biura Projektowo-Konsultingowego „Stolica” w Warszawie. Pracował także jako naczelnik delegatury Biura Architektury i Planowania Przestrzennego w dzielnicy Wilanów oraz w Wojewódzkim Urzędzie Ochrony zabytków w Warszawie. Do jego projektów architektonicznych należą m.in. Centrum Katolickie im. Jana Pawła II i kościół pw. Krzyża Świętego w Łomży, rozbudowa budynków Państwowej Wyższej Szkoły Informatyki i Przedsiębiorczości w Łomży oraz krypta biskupów łomżyńskich pod prezbiterium Katedry św. Michała Archanioła w Łomży
W kadencji 1990–1994 zasiadał w radzie miejskiej Łomży. W latach 1990–1992 zajmował stanowisko prezydenta Łomży z rekomendacji Komitetu Obywatelskiego „Solidarność”. Utracił je, gdy kierowany przez niego zarząd nie uzyskał absolutorium. Pracował później m.in. jako radca ministra w Ministerstwie Spraw Zagranicznych oraz w biurze Mazowieckiego Wojewódzkiego Konserwatora Zabytków (w 2011 ubiegał się o to stanowisko). W 2004 kandydował do Parlamentu Europejskiego z listy Platformy Obywatelskiej w okręgu nr 3. W 2014 objął stanowisko miejskiego konserwatora zabytków w Nowym Dworze Mazowieckim. W tym samym roku ogłosił swoją kandydaturę na prezydenta Łomży, jednak ostatecznie nie wystartował.
Pełnił funkcję prezesa oddziału łomżyńskiego (1988–1991) i warszawskiego (2010–2013) Towarzystwa Przyjaciół Ziemi Łomżyńskiej.